# Dorika senegalensis
Dorika senegalensis là một loài bướm đêm trong họ Noctuidae.